# Fryderyk von Holdenstedt
Fryderyk von Holdenstedt, także Fridericus de Holdenstete, Holdensteden (urodz.?, zm. po 1279) – marszałek prowincji pruskiej w latach 1264–1270, komtur pokarmiński w latach 1270–1276, komtur natangijski w latach 1276–1277, roku, komtur elbląski w roku 1279.

## Życiorys
Fryderyk urodził się w rodzinie ministeriałów będących najprawdopodobniej w służbie arcybiskupów Magdeburga. Siedzibą rodową była miejscowość Holdenstedt niedaleko Sangerhausen w Saksonii-Anhalt.
Nie wiadomo kiedy Fryderyk von Holdenstedt przybył do Prus. Źródła podają, że w roku 1264 był już marszałkiem pruskim. Urząd utracił na rzecz Konrada von Thierberg Młodszego. Po ustąpieniu z tej funkcji był najprawdopodobniej przełożonym pokarmińsikiego konwentu. Następnie w roku 1276 objął urząd komtura Natangii. W roku następnym przeniósł się do Królewca, gdzie występował jako szeregowy brat zakonny. Ostatnią funkcją Fryderyka von Holdenstedt w zakonie krzyżackim było stanowisko komtura Elbląga.